# Stamnodes progressiva
Stamnodes progressiva är en fjärilsart som beskrevs av Leo Schwingenschuss 1939. Stamnodes progressiva ingår i släktet Stamnodes och familjen mätare. Inga underarter finns listade i Catalogue of Life.